# زبان‌شناسی در غرب
زبانشناسی در غرب کتابی از پیتر آ.ام. سورن است.

## ترجمهٔ فارسی
بخشی از این کتاب با ترجمهٔ علی محمد حق‌شناس تحت‌عنوان تاریخ زبانشناسی در سال ۱۳۸۷ منتشر و در مراسم کتاب سال جمهوری اسلامی ایران به‌عنوان کتاب برگزیده معرفی شد. 
بخش دیگر کتاب تحت‌عنوان مکاتب زبان ‌شناسی نوین در غرب منتشر شد.